# Aspilota brachyclypeata
Aspilota brachyclypeata är en stekelart som beskrevs av Fischer 1978. Aspilota brachyclypeata ingår i släktet Aspilota och familjen bracksteklar. Inga underarter finns listade.